# カルロス・ゴーン事件
カルロス・ゴーン事件（カルロス ゴーンじけん）は、2018年から発覚した元・日産自動車会長カルロス・ゴーンを巡る一連の事件の通称である。
東京地検特捜部は、元会長のゴーン、元代表取締役のグレッグ・ケリー、法人としての日産自動車を金融商品取引法違反(有価証券報告書の虚偽記載)で起訴した。また、ゴーンを特別背任でも起訴した。その後ゴーンは保釈中に密出国し、逃亡。以降はレバノンで暮らしている。公判を開くことができず、ゴーンについては裁判が止まっている。
2022年3月、一審の東京地裁は2017年度分についてグレッグ・ケリーを有罪とし、懲役6ヶ月、執行猶予3年と判決した。2010年度から2016年度分は無罪とした。被告と検察は控訴した。2023年6月現在、控訴審はまだ開かれていない。
東京地裁は法人としての日産自動車も有罪とし、検察の求刑通り罰金2億円と判決した。日産は控訴せず、日産の判決は確定した。
また、検察と大沼元秘書室長が司法取引(協議・合意制度)を行い、元秘書室長は捜査に協力する見返りで不起訴になっている。

## 概要
2018年11月19日、東京地方検察庁特別捜査部はゴーン代表取締役会長とグレッグ・ケリー代表取締役を金融商品取引法違反（有価証券報告書の虚偽記載）容疑で逮捕した。ゴーン会長自身の役員報酬を計約50億円過少に記載した有価証券報告書を提出したというもので、ケリー代表取締役も共謀していたとしている。これを受けて日産は同日、ゴーン会長の報酬の過少申告が判明したほか、同社の資金を私的に支出するなど複数の重大な不正行為もあったと声明した。同月22日に行われた取締役会でゴーン会長・代表取締役およびケリー代表取締役の解任を提案し可決された。
2019年9月、日産の社内調査によりゴーン元会長らによる一連の不正が総額350億円規模にのぼると公表した。
- 日産の社内調査によって認定された主な不正行為[8]
  - カルロス・ゴーン及びグレッグ・ケリーに支払われた2009年度から2017年度まで合計約90億7,800万円の開示義務違反。また、確定した株価連動型インセンティブ受領権（SAR）公正価額合計約22億7,100万円の開示義務違反。
  - ゴーンに支給される可能性のある役員退職慰労金打切り支給額が、本来の金額より約24億円多かったかのように装う工作。
  - ケリーは、2012年度から2016年度にわたり、毎年1億円以上の取締役報酬を得ていたにもかかわらず、年1億円未満の取締役報酬しか得ていないかのように偽装して、取締役報酬を開示する義務に違反した。
  - ゴーンによる日産資産私的流用。
    - 将来性のある技術に投資するとの名目で子会社を設立させ、同社の投資資金のうち約2,700万米ドルをブラジル及びレバノン所在のゴーン個人のための住宅の購入に流用したほか、会社資金で秘密裏に購入又は賃借した住宅を私的利用。
    - 2003年から10年以上にわたり、実体のないコンサルティング契約に基づくコンサルタント報酬名目で実姉に合計75万米ドルを超える金銭を支払った。
    - コーポレートジェットの私的利用。
    - 会社の資金を家族旅費や、個人的な贈答品などに利用。
    - 業務上の必要性がないにもかかわらず自身の出身国の大学への200万米ドルを超える寄付を会社資金で行わせた。
    - 2008年、ゴーンは約18億5,000万円の含み損を抱えた個人的な為替スワップ契約で、事実と異なる取引内容を取締役会に説明したうえ含み損を日産に承継させた。
    - 2018年4月以降、三菱自動車株式会社との間で設立した合弁会社から給与・契約金名目での取締役会決議を欠く支払い合計780万ユーロを受領。

  - ゴーンは、当社子会社から知人の経営する企業に対し、自身とその直属の特定少数の部下が承認すれば金銭支出が可能となる予備費予算（CEOリザーブ）を使用して、特別ビジネスプロジェクト費用などの名目で合計1470万米ドルの支払いを行わせた。当社子会社から国外の販売代理店に対し、CEO リザーブを使用して販売奨励金名目で合計3,200万米ドルの支払いを行わせた。

## 日産自動車の不正と東京地検特捜部による捜査

### 事件の内容、沿革

#### 2018年
2018年11月19日、日産自動車において開示されるゴーン自身の役員報酬額を少なくするため、長年にわたり、実際の報酬額よりも少なく見せかけた額を有価証券報告書に記載していたとして、ゴーンは東京地検特捜部により金融商品取引法違反容疑で代表取締役グレッグ・ケリー とともに逮捕された。ビジネスジェットで羽田空港に着陸したタイミングで特捜部の捜査員に逮捕された形となった。日産自動車の西川廣人社長は、同年11月22日に招集する取締役会議でゴーンを同社の会長職を解任する方針と説明した。日産は内部通報により、数か月間の内部調査を行ってきたことをプレスリリースで明らかにしている。
逮捕を受け、日産自動車の川口均CSOが総理大臣官邸を訪れ、菅義偉内閣官房長官（当時）に謝罪や日仏関係の維持のための協力要請を行った。駐日フランス大使館によると、翌20日には、ローラン・ピック駐日フランス特命全権大使が東京拘置所を訪れ、ゴーン会長と面会を行ったとされる。
11月22日、日産の取締役会において日産の会長職と代表取締役から解任され取締役となり、同月26日には三菱自動車においても会長職と代表取締役から解任され取締役となった。
12月10日、東京地検はカルロス・ゴーン、グレッグ・ケリー、日産自動車を金融商品取引法違反で起訴し、ゴーンとケリーについては、直近の3期分の報酬について、有価証券報告書に虚偽の記載をした容疑で再逮捕した。
12月21日、東京地検は、カルロス・ゴーンを会社法の特別背任容疑で3度目の逮捕をした。
12月25日、グレッグ・ケリーは保釈保証金7000万円を納付し、同日夜に保釈された。

#### 2019年
2019年1月、東京地検はカルロス・ゴーンを特別背任罪で追起訴した。
2月6日、フランスのフィガロ電子版は、ゴーンが2016年に開いたベルサイユ宮殿での結婚披露宴の際に、ルノーの資金を不正に使った疑いがあると報道し、事件はルノーにも飛び火した。
3月5日、東京地方裁判所はカルロス・ゴーンの保釈を許可する決定をし、検察の準抗告も同日深夜に棄却され、翌6日、保釈保証金（金商法違反事件で2億円、特別背任事件で8億円）の納付後に保釈された。東京地裁の決定に対し、東京地検の久木元伸次席検事は「保釈条件に実効性がない」とする異例のコメントを行った。
3月12日、日産の社内調査において、少なくとも50件の不正が発覚した。
4月2日、ルノー社が社内調査を仏検察当局に対し報告、それによればゴーンのCEO在籍時の2011年から5年間に渡り、オマーンの販売代理店SBAオーナーCに数百万ユーロの資金が流れていた他、CEOオフィスからもレバノンや英領バージン諸島の会社などを含む様々な組織に支払われており、その中にはカルロス・ゴーンの息子Aが共同出資者に含まれている会社もあった。
4月4日、中東オマーンの販売代理店側に支出された日産の資金の一部を不正に流用した疑いが強まったとして、東京地検特捜部は特別背任の容疑で4度目の逮捕をした。検察内部には在宅での追起訴でよいとの慎重論もあったが、いわゆる「オマーンルート」疑惑の捜査のため再逮捕になったと報じられている。このオマーンルート並びにサウジアラビアルートでは、カルロス・ゴーンと親しかった実業家Bや上記のSBAオーナーCも関わっていると報じられている他、代理店やゴーン自身が事実上管理する投資会社であるレバノンのGFIから、ペーパーカンパニーを介してゴーンの妻Dとゴーンの息子Aに送金するといった手口が浮かび上がっている。
4月23日にパリで開かれた日仏首脳会談でフランスのエマニュエル・マクロン大統領は日本の安倍晋三内閣総理大臣に対してカルロス・ゴーンを適切に処遇するよう求めた。
4月25日、再度保釈された。前回の保釈時は作業着姿に変装していたが、今回はノーネクタイのスーツ姿での保釈となった。今回の保釈に対して検察幹部（氏名不詳）は「明らかに地裁の判断は矛盾しており、『保釈ありき』ではないか」「裁判所は『人質司法』という言葉に完全にひよっている（おじけている）。」との見解を表明している。
その後アメリカの証券取引委員会とは役員報酬の虚偽記載について100万ドルの課徴金を支払うことで和解。日本との裁判に集中する構えで、日本に対しては引き続き無罪を主張していくとする。
2019年12月29日ごろ、保釈中の被告人カルロス・ゴーンは日本を密出国し、逃亡した。

#### 2020年
2020年9月15日、東京地裁で、グレッグ・ケリーと日産自動車の初公判が行われ、ケリーは無罪を主張した。一方で、日産は起訴内容を認めた。

#### 2021年
2021年5月には、フランスの司法当局が同月末にもルノー資金流用事件の捜査のためレバノンで事情聴取を行う意向を明らかにし、同月31日よりオマーンルート事件を含む捜査当局の聴取が始まった。
2021年5月20日、オランダ・アムステルダムの地方裁判所は、ゴーンが日産自動車と三菱自動車がオランダに設立した統括会社（日産三菱BV・通称NMBV）に対して「労働法違反があった」としてゴーンが起こした未払い賃金の返還訴訟を却下、裁判所は報酬を不正に受け取ったとしてゴーンに対して逆に500万ユーロを返還するように命じた。
5月26日には、一連の事件に伴う日産自動車の株価下落で損失を被ったとして、アメリカ・イギリス・ドイツなどの90の海外機関投資家が合計約345億円の損害賠償を求める訴訟を東京地裁に起こした。
9月29日、グレッグ・ケリーと日産自動車の論告求刑の公判が開かれ、検察側は、ケリーに懲役2年、日産に罰金2億円を求刑した。
10月27日、グレッグ・ケリーの弁護側は最終弁論でも無罪を主張。検察の主張に対し、ゴーンへの未払い分の報酬について、ゴーンの退職後に顧問料などとして支払うことを検討したものにすぎず、有報での開示義務はないと反論した。また、記載すべきだったとしても、刑事罰の対象である虚偽記載ではなく行政処分の対象である不記載に当たると主張した
。公判は結審した。

#### 2022年
3月3日、グレッグ・ケリー被告に対して東京地裁が懲役6ヶ月、執行猶予3年の有罪判決を言い渡した。2017年度分のみを有罪と認定。日産には求刑通り罰金2億円を言い渡した。ケリーに関する判決には被告側と検察の双方が不服として控訴。
4月22日、ゴーン並びにSBAオーナーCを含むSBAの元取締役4人を含む計5人に対して今度はフランスの司法当局が逮捕状を出し、国際手配したと発表した。先述したベルサイユ宮殿での結婚披露宴並びにオマーンルート事件における不正な資金流用を巡るものであるとされている。

#### 2024年
2024年11月17日、フランスの検察当局が贈収賄の容疑でゴーンと文化相のラシダ・ダティを公判請求した。ダティは欧州議会議員時代の2010年から2012年にかけて弁護士報酬として90万ユーロをオランダの統括会社から受領したとみられ、これが違法なロビー活動への見返りとみられており、2019年にルノーの株主から告発されていた。

#### 2025年
2月4日、東京高裁はグレッグ・ケリー被告について、一審判決を支持し、検察、弁護側双方の控訴を棄却した。弁護側は判決を不服として即日上告した。

### 人質司法との指摘
AFP通信元東京支局長のフィリップ・リエスは、フランスの経済紙『Les Echos』で、身柄を東京拘置所において108日に渡り身柄拘束されたことについて、自身が40年前にポーランド統一労働者党政権下のポーランド人民共和国で、スパイ容疑で収監された経験と比較し「当時は独房ではなく、日常着でいられた。妻と毎日、数分間面会する権利も得た」日本の検察は「途方もない権力」を担い、容疑者に自白を迫っていると訴え、「それが有罪率99％の原因。スターリン政権下のソ連でも、これほど高率ではなかった」と批判した。
フランスの新聞『フィガロ』は、カルロス・ゴーンの逮捕・勾留について『人質司法』であるとの見解を示した。CNNは、カルロス・ゴーンの事件について hostage justice の英語を用いて報じている。2019年（平成31年）4月25日、東京地方裁判所の保釈決定に対して、検察庁幹部（氏名不詳）は「裁判所は『人質司法』という言葉に完全にひよっている。」との見解を表明している。
一方、中華人民共和国出身で比較刑事法学が専門の王雲海一橋大学大学院法学研究科教授は、フランスでは予備審問で劣悪な環境下において4年以上勾留されることがあり、過少記載を2段階に分けて再逮捕した手法に関しても、欧米でも同様の手法が取られていると指摘し、海外からの批判に関して「筋違い」であるとした。

## ゴーンのレバノンへの密出国・逃亡
レバノンの治安当局者によると、ゴーンはプライベートジェットを用いてトルコのアタテュルク国際空港を経由し、機材を乗り換えレバノンの首都ベイルートにあるベイルート国際空港に日本時間の2019年12月31日午前6時30分過ぎに到着したという。
インデペンデント・アラビーヤによると、本事件は「軍事関連会社」が実行し、「2,000万ドル（約22億円）以上の費用がかかった」と報じられており、ウォールストリート・ジャーナルによると、米陸軍特殊部隊(グリーンベレー)出身の男性ら2人の協力で、「音響機器運搬用の黒い箱」の中に隠れたと報じられている。
日本の出入国在留管理庁のデータベースには出国の記録が無い。レバノンのジュレイサティ国務大臣は、トルコから同国への入国時にはフランスのパスポートとレバノンの身分証明書を所持し入国したとしており、同国政府関係者によると本名名義のフランスの旅券を用いていたという。国土交通省大阪航空局関西空港事務所は、29日夜に関西国際空港を発ってイスタンブールに向かったプライベートジェットが1機あることを確認している。
プライベートジェットの場合には、保安検査（航空機内に積み込む荷物の検査）の「法的な義務」はなく、機長が実施の必要性を判断しており、「X線検査」の有無についても状況によって異なっている。関西国際空港関係者は、「ケースが大きくて照射装置に入りにくかったため、X線検査を行わなかった」と証言している。そのため、ゴーンが大きな箱のようなケースに入った状態で、X線による検査を受けないままプライベートジェットの機内に積み込まれ、正規の出国手続きを受けずに離陸した可能性が浮上している。
2019年12月31日、ゴーン本人は、この事件について、「私はレバノンにいる」という内容の声明を発表し、「もはや私は有罪が前提とされ、差別がまん延し、基本的な人権が無視されている不正な日本の司法制度の人質ではない」「私は正義から逃げたわけではない。不公正と政治的迫害から逃れたのだ」と述べている。
日本の裁判所はゴーンを保釈する際に、「海外渡航の禁止」という条件を付しているが、ゴーンはこれに違反している。また、密出国は出入国管理及び難民認定法に違反している。
同じく2019年12月31日、逃亡が明らかになったことから、東京地方検察庁は、東京地方裁判所にゴーン被告の保釈の取り消しを請求した。同日夜、東京地方裁判所は保釈を取り消す決定をし、保釈金15億円を没取した。これはかつて過去最高額の没取だった、許永中(イトマン事件)の6億円を超え、過去最高の没取額とみられる。
本人の初公判は2020年4月21日に開かれる方向で調整が進められていたが、刑事訴訟法に基づくと今回の場合では、本人が日本に帰国しなければ公判は開くことができない規定になっている。日本はレバノンと犯罪人引き渡し条約を締結しておらず、同国の了解を得られなければゴーンの身柄が日本へ引き渡されることはない。帰国が実現しなければ事件の審理に大きな影響を及ぼすことが懸念される。

### 国際手配、逃亡を手助けした者の逮捕
2020年1月2日、日本政府は、国際刑事警察機構（ICPO）に対し、レバノン政府にゴーンの身柄を拘束するように要請することを求めた。レバノン国営通信社NNAは、「ICPOからの赤手配書をレバノンの検察当局が受領した」という内容の報道を行っている。
本事件においては多数の関係者がゴーンの逃亡・密出国を手助けしたとみられ、各国で逮捕が相次いだ。
1月2日にゴーンの密出国に協力したとして、プライベートジェット機を運行したMNG航空のパイロット4名と会社幹部1名、客室乗務員2名の計7名がトルコで逮捕され5月7日にトルコ検察当局に起訴された。一方で現地のヒュッリイェト新聞は、会社幹部の男の「知人Hから家族に危害を加えると脅された」という証言も報じている。2021年2月24日、イスタンブールの裁判所は、会社幹部の男とパイロット2人にいずれも禁錮4年2月の実刑判決を言い渡した。他の操縦士2人と客室乗務員1人は無罪、別の客室乗務員1人は公訴棄却となった。
2020年1月7日、東京地検特捜部が証人尋問で嘘の証言をしたとして、偽証の容疑でゴーンの妻Dの逮捕状を取得。ICPOを通じて国際手配が要請された。
2020年1月8日、ゴーンはレバノンで記者会見を開き、自身の追放に西川廣人元社長、川口均元副社長、豊田正和元経済産業審議官らが関わったと主張した。2021年3月に改めて川口均がクーデター説を否定した。
また、同月、東京地検特捜部は、ゴーンの逃亡を手助けしたとしてアメリカ陸軍特殊部隊（グリーンベレー）出身の男ら2人を含む3人の逮捕状を取得した。
その後、2020年5月20日に、アメリカ当局によって元グリーンベレー隊員のEと、その息子のFが身柄を拘束され、日本政府が引き渡しを請求した。
アメリカ国務省は2020年10月に犯罪人引渡し条約に基づいて容疑者の身柄を日本側に引き渡すことを認めたが、容疑者側が「不当な扱いを受ける恐れがある」として差し止めを申し立てた。しかし、連邦地方裁判所、連邦控訴裁判所、および、連邦最高裁判所が申し立てを退けたため、2021年3月2日未明(日本時間)にボストンのローガン空港でEとFの身柄が日本側に引き渡され、2人を乗せた飛行機が日本に向けて離陸した。東京地検特捜部によって犯人隠避容疑で逮捕された元軍人Eとその息子Fの親子は、2021年3月2日16時過ぎ(日本時間)に成田空港に到着し、入国手続きやPCR検査を受けた後、同日21時30分過ぎに東京拘置所に収容された。
米当局の捜査により、逃亡の手口の詳細が明らかになりつつある。報道によれば、六本木にあるグランドハイアット東京の部屋を手配し、ゴーンとともに逃亡の打ち合わせをしていた。当日は午後2時半頃に保釈中の自宅から同ホテルへ徒歩で向かった。同ホテルでカルロス・ゴーン、元軍人E、元軍人の息子 F、更にもう1人の逃亡協力者Gの4人が合流し、元軍人の息子Fのみ成田空港から中国経由で移動。残りの3人は品川駅までタクシーを使用し、東海道新幹線で新大阪駅に移動。関西国際空港にほど近いスターゲイトホテル関西エアポートで、ゴーンが箱に入って「荷物」として積み込まれた。関係者のうち残りの1人、逃亡協力者Gは現在も逃亡中である。
2020年7月には、ブルームバーグニュースが、ゴーンの息子Aが元軍人の息子Fに仮想通貨プラットフォーム、コインベースを介して支払いを行っていたと報じている。
2021年4月3日、ゴーンは産経新聞の取材に対して、改めて日本の司法批判と逃亡の「正当化」を行った。
2021年7月19日、東京地方裁判所は犯人隠避の罪に問われた元軍人Eに懲役2年、元軍人の息子Fに懲役1年8カ月の実刑を言い渡した。両被告は控訴しない方針であり、7月28日付で判決が確定した。2人は受刑者移送条約に基づき2022年10月にアメリカに移送された。

### 再発防止策
2023年5月10日、ゴーンの逃亡などを受けた再発防止策として、被告の海外逃亡を防ぐために保釈時に全地球測位システム（GPS）端末を装着させる制度の導入などを盛り込んだ改正刑事訴訟法が参議院院本会議で可決、成立した。裁判所が被告の保釈を許可する際、海外逃亡を防ぐ必要があると判断すれば、被告にGPS端末の装着を命令できるようになる。

## 一連の事件
| 人物・団体       | 金融証券取引法違反事件 | ルノー資金流用事件 | サウジアラビアルート事件 | 偽証事件 | オマーンルート事件 | 逃亡密出国事件 | オランダNMBV事件 | 贈収賄事件 | 現在                              | 量刑                             |
| ---------------- | ---------------------- | ------------------ | ------------------------ | -------- | ------------------ | -------------- | ---------------- | ---------- | --------------------------------- | -------------------------------- |
| カルロス・ゴーン | ○                      | ○                  | ○                        |          | ○                  | ○              | ○                | ○          | 逃亡中                            |                                  |
| グレッグ・ケリー | ○                      |                    |                          |          |                    |                |                  |            | 上告中                            | 一、二審で懲役6ヶ月、執行猶予3年 |
| ゴーンの妻D      |                        |                    |                          | ○        | ○                  | ○              |                  |            | 逃亡中                            |                                  |
| ゴーンの息子A    |                        | ○                  |                          |          | ○                  | ○              |                  |            |                                   |                                  |
| 元軍人E          |                        |                    |                          |          |                    | ○              |                  |            | 米国で逮捕→日本に移送（判決確定） | 懲役2年                          |
| 元軍人の息子F    |                        |                    |                          |          |                    | ○              |                  |            | 米国で逮捕→日本に移送（判決確定） | 懲役1年8ヶ月                     |
| 逃亡協力者G      |                        |                    |                          |          |                    | ○              |                  |            | 逃亡中                            |                                  |
| MNG航空幹部知人H |                        |                    |                          |          |                    | ○              |                  |            |                                   |                                  |
| 実業家B          |                        |                    | ○                        |          |                    |                |                  |            |                                   |                                  |
| SBAオーナーC     |                        | ○                  | ○                        |          | ○                  |                |                  |            | 逃亡中                            |                                  |
| ラシダ・ダティ   |                        |                    |                          |          |                    |                | ○                | ○          |                                   |                                  |
| 日産自動車       | ○                      |                    | ○                        |          | ○                  |                | ○                | ○          |                                   | 罰金2億円                        |
| 三菱自動車工業   |                        |                    |                          |          |                    |                | ○                | ○          |                                   |                                  |
| ルノー           |                        | ○                  |                          |          | ○                  |                |                  |            |                                   |                                  |
| MNG航空          |                        |                    |                          |          |                    | ○              |                  |            | パイロットら7人がトルコで逮捕     | 3人に禁錮4年2月→無罪             |
| GFI              |                        |                    |                          |          | ○                  |                |                  |            |                                   |                                  |